# Documenta Choreologica
Documenta choreologica (mit dem Untertitel Studienbibliothek zur Geschichte der Tanzkunst) ist eine deutschsprachige Buchreihe mit Neuausgaben alter Werke zur Tanzkunst.

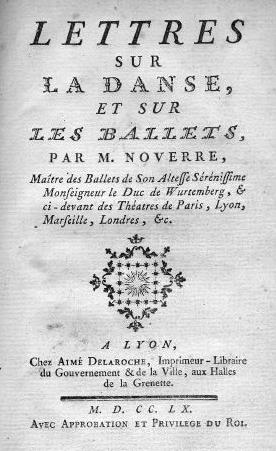
Lettres sur la danse, et sur les ballets (1760) von Noverre – französische Originalausgabe (später von Lessing und J. J. Ch. Bode ins Deutsche gebracht; Hamburg und Bremen 1769)

## Kurzeinführung
Diese Reihe mit historischen Schriften zu Tanzpraxis und -theorie wurde herausgegeben von dem Tanz- und Musikwissenschaftler Kurt Petermann (1930–1984), dem Mitbegründer und Lehrer des ersten und einzigen Tanzarchivs der DDR, dem heutigen Tanzarchiv Leipzig. Die Reihe erschien im Zentralantiquariat der DDR in Leipzig und in Lizenzausgabe in München bei Heimeran. Sie erschien seit 1976.
Aufnahme fanden so bekannte Werke wie die prominent aus dem Französischen übersetzten Briefe über die Tanzkunst (frz. Lettres sur la danse) des französischen Tänzers und Choreografen Jean Georges Noverre (1727–1810) (nach der Originalausgabe 1769 nach dem Exemplar der Bibliothek Schulpforte) und der Tantzmeister von Gottfried Taubert (1670–1746), dem deutschen Tanzmeister des Barock, der unter den deutschen Tanzbuchautoren den nachhaltigsten Einfluss ausgeübt haben dürfte und dessen Werk das umfassendste Zeugnis der deutschen Rezeption der französischen, barocken Tanzkunst darstellt.
Auch der Tantzteuffel, eine Streitschrift gegen den leichtfertigen, unverschämten Welttanz, verfasst von dem oberschlesischen Pfarrer Florian Daul von Fürstenberg aus dem 16. Jahrhundert  ist darin enthalten.
Abgerundet wird die Reihe durch das Werk Der Tanz und seine Geschichte. Eine kulturhistorisch-choreographische Studie des Königlichen Tänzers und Hoftanzlehrers Rudolph Voß, das auch ein Lexikon der Tänze enthält.

## Bände (Auswahl)
- 2. Samuel Rudolph Behr: L’art de bien danser oder Die Kunst, wohl zu tantzen. Fotomechanischer Neudruck der Original-Ausgabe 1713. Mit einem Nachwort und einem Register von Kurt Petermann. Documenta choreologica Bd. 2, Leipzig: Zentralantiquariat der DDR 1977 sowie München: Heimeran 1977
- 7. Albert Czerwinski: Geschichte der Tanzkunst bei den cultivirten Völkern von den ersten Anfängen bis auf die gegenwärtige Zeit, mit 9 alten Tanzmelodien. Fotomechanischer Neudruck der Original-Ausgabe Leipzig 1862. Mit einem Nachwort und einem Großraum-Register von Kurt Petermann. Documenta choreologica Bd. 7, Leipzig: Zentralantiquariat der DDR 1975 sowie München: Heimeran 1975 und Leipzig: Zentralantiquariat der DDR 1984
- 8. Florianum Daulen von Fürstenberg: Tantzteuffel: das ist wider d. leichtfertigen vnuerschempten Welttantz vnd sonderlich wider die Gottsszucht vnd ehrvergessene Nachttaentze. Fotomechanischer Neudruck der Original-Ausgabe Frankfurt am Main 1569. Mit einem Nachwort und Register von Kurt Petermann. Documenta choreologica Bd. 8, Leipzig: Zentralantiquariat der DDR 1978 sowie München: Heimeran 1978 und Leipzig: Zentralantiquariat der DDR 1984
- 9. Carl Josef von Feldtenstein: Erweiterung der Kunst nach der Chorographie zu tanzen, Tänze zu erfinden, und aufzusetzen; wie auch Anweisung zu verschiedenen National-Tänzen; Als zu Englischen, Deutschen Schwäbischen, Pohlnischen, Hannak-Masur-Kosak- und Hungarischen; mit Kupfern; nebst einer Anzahl Englischer Tänze. Reprint der Originalausgabe Braunschweig 1772. Documenta choreologica Bd. 9, Leipzig: Zentralantiquariat der DDR 1984
- 11. Eduard David Helmke: Neue Tanz- und Bildungsschule. Ein gründlicher Leitfaden für Eltern und Lehrer bei der Erziehung der Kinder und für die erwachsene Jugend, um sich einen hohen Grad der feinen Bildung zu verschaffen und sich zu kunstfertigen und ausgezeichneten Tänzern zu bilden. Fotomechanischer Neudruck der Original-Ausgabe Leipzig, Kollmann, 1829. Mit einem Nachwort und Register von Kurt Petermann, Documenta choreologica Bd. 11, Leipzig: Zentralantiquariat der DDR 1982
- 12. Theodor Hentschke: Allgemeine Tanzkunst : Theorie und Geschichte, antike und moderne (gesellschaftliche und theatralische) Tanzkunst und Schilderung der meisten National- und Charaktertänze. Reprint der Original-Ausgabe. Stralsund, Hausschildt, 1836. Mit einem Nachwort und Register von Kurt Petermann. Documenta choreologica Bd. 12, Leipzig: Zentralantiquariat der DDR 1986

- 15. Jean Georges Noverre: Briefe über die Tanzkunst und über die Ballette, Fotomechanischer Neudruck der Original-Ausgabe Hamburg und Bremen, Cramer, 1769. Mit einem Nachwort und  Verzeichnis der literarischen Arbeiten von Noverre, Werkverzeichnis der Choreographien, empfehlender Bibliographie und Register von Kurt Petermann, Documenta choreologica Bd. 15, Leipzig: Zentralantiquariat der DDR 1977 sowie München: Heimeran 1977 und Leipzig: Zentralantiquariat der DDR 1981
- 16. Johann Pasch: Beschreibung wahrer Tanz-Kunst. Nebst einigen Anmerckungen über Herrn J. C. L. P. P. zu G. Bedencken gegen das Tantzen, und zwar wo es als eine Kunst erkennet wird. Reprint der Original-Ausgabe Franckfurth 1707. Mit einem Nachwort und einem Register von Kurt Petermann, Documenta choreologica Bd. 16, Leipzig: Zentralantiquariat der DDR 1981 sowie München: Heimeran 1978

- 19. Franz Anton Roller: Systematisches Lehrbuch der bildenden Tanzkunst und körperlichen Ausbildung von der Geburt an bis zum vollendeten Wachsthume des Menschen. Ausgearbeitet für das gebildete Publikum, zur Belehrung bei der körperlichen Erziehung und als Unterricht für diejenigen, welche sich zu ausübenden Künstlern und zu nützlichen Lehrern dieser Kunst bilden wollen und herausgegeben bei Gelegenheit des dreihundertjährigen Jubiläums der Königl. Preuss. Landesschule Pforta. Reprint der Original-Ausgabe Weimar, Voigt, 1843. Mit einem Nachwort und einem Register von Marion Kant. Documenta choreologica Bd. 19, Leipzig: Zentralantiquariat der DDR 1989

- 22. Gottfried Taubert: Rechtschaffener Tantzmeister oder gründliche Erklärung der frantzösischen Tantz-Kunst. Bestehend in 3 Büchern. Fotomechanischer Neudruck der Original-Ausgabe 1717. Mit einem Nachwort von Kurt Petermann, Documenta choreologica Bd. 22.1 und Bd. 22.2, Leipzig: Zentralantiquariat der DDR 1976 sowie München: Heimeran 1976

- 25. Rudolph Voß: Der Tanz und seine Geschichte. Eine kulturhistorisch-choreographische Studie. Mit einem Lexikon der Tänze. Fotomechanischer Neudruck der Original-Ausgabe 1868. Mit einem Nachwort von Kurt Petermann. Documenta choreologica Bd. 25, Leipzig: Zentralantiquariat der DDR 1977 sowie München: Heimeran 1977

## Verschiedenes
Eine neuere Reihe Documenta Choreologica ohne Bandzählung ist mit Forschung überschrieben und erschien in jüngerer Zeit in Berlin im Verlag Vorwerk 8.
- Michael Malkiewicz, Jörg Rothkamm (Hg.): Die Beziehung von Musik und Choreographie im Ballett. Bericht vom internationalen Symposium an der Hochschule für Musik und Theater Leipzig. 23.–25. März 2006. Documenta choreologica, Berlin: Verlag Vorwerk 8, 2007
- Janine Schulze, Susanne Taub (Hg.): Moving Thoughts. Tanzen ist Denken. Documenta choreologica. Studienbibliothek der Tanzkunst. Begründet von Kurt Petermann, Berlin: Verlag Vorwerk 8, 2003
- Ilse Reinsberg (Hg.): In Memoriam Dr. Kurt Petermann. Documenta choreologica. Studienbibliothek zur Geschichte der Tanzkunst. Begründet von Kurt Petermann (1939–1984), Berlin: Verlag Vorwerk 8, 2002
- Claudia Jeschke, Hans-Peter Bayerdörfer (Hg.): Bewegung im Blick. Beiträge zu einer theaterwissenschaftlichen Bewegungsforschung. Documenta choreologica. Studienbibliothek der Tanzkunst. Begründet von Kurt Petermann, Berlin: Verlag Vorwerk 8, 2000
- Claudia Jeschke, Ursel Berger, Birgit Zeidler (Hg.): Spiegelungen. Die Ballets Russes und die Künste. Documenta choreologica. Studienbibliothek der Tanzkunst. Begründet von Kurt Petermann. Aus dem Tanzarchiv Leipzig e.V. in Zusammenarbeit mit dem Institut für Theaterwissenschaft der Universität Leipzig. Herausgegeben von Claudia Jeschke, Berlin: Verlag Vorwerk 8, 1997